# Papieskie Dzieło Rozkrzewiania Wiary
Papieskie Dzieło Rozkrzewiania Wiary (PDRW) jest jednym z czterech Papieskich Dzieł Misyjnych. Jego zadaniem jest wspieranie działalności misyjnej w Kościele katolickim na całym świecie. Działając  na wszystkich kontynentach, w ponad 150 krajach świata, budzi świadomość misyjną i odpowiedzialność za misyjne dzieło Kościoła wśród wszystkich jego członków. 
Głównymi celami PDRW są: kształtowanie odpowiedzialności za misje, duchowa i materialna pomoc misjom, informowanie o różnych potrzebach misji, kształtowanie animatorów i współpracowników misji.

## Historia
Dzieło Rozkrzewiania Wiary powstało 3 maja 1822 roku w Lyonie (Francja). Jego założycielką jest sługa Boża Paulina Jaricot (1799-1862). Pomysł powstania Dzieła zrodził się po głębokim nawróceniu Założycielki. Przyczynił się do tego również jej starszy brat Filas, który przygotowywał się do pracy misyjnej w Chinach. Członkowie Dzieła działali w grupach złożonych z dziesięciu osób, organizowanych w setki, a następnie w tysiące. Na każdym szczeblu grupami kierowali odpowiedni przewodnicy. Pierwszymi członkiniami były robotnice, a pierwsze zelatorki (przewodniczące grup) zostały wybrane spośród robotnic ze stowarzyszenia Wynagrodzicielek Najświętszego Serca Pana Jezusa. Każdy członek miał obowiązek codziennej modlitwy i niewielkiej, cotygodniowej ofiary. Dzieło Rozkrzewiania Wiary papieże polecali biskupom, kapłanom i wiernym. W 1922 r. Pius XI uczynił je Papieskim.
W 1963 r. papież Jan XXIII podpisał dekret stwierdzający heroiczność cnót sługi Bożej Pauliny Jaricot - założycielki PDRW.  

## Dzień patronalny PDRW
Dniem patronalnym PDRW jest Światowy Dzień Misyjny nazywany również Niedzielą Misyjną i obchodzony każdego roku w przedostatnią niedzielę października.
Światowy Dzień Misyjny został ustanowiony przez papieża Piusa XI dekretem z dnia 14 kwietnia 1926 roku na prośbę Rady Wyższej Papieskiego Dzieła Rozkrzewiania Wiary. Jest to dzień solidarności misyjnej w całym Kościele powszechnym. Z tym dniem związane jest papieskie orędzie misyjne, które ukazuje się regularnie od 1963 roku – od początku pontyfikatu Pawła VI aż do dziś.

## Żywy Różaniec
Z inicjatywy założycielki Dzieła Rozkrzewiania Wiary Pauliny Jaricot powstał także w 1826 r. Żywy Różaniec. Jest to forma wspólnotowej modlitwy różańcowej. Dzięki inicjatywie Pauliny Jaricot Żywy Różaniec rozprzestrzenił się najpierw we Francji, a potem w wielu krajach świata. W Polsce pierwsze koła Żywego Różańca zostały założone pod koniec XIX w. Każda z osób w nim stowarzyszonych (Róża) odmawia jedną tajemnicę różańca dziennie. Znajduje się w nim tyle osób, ile jest tajemnic różańcowych, a przewodniczą im zelatorzy. W ten sposób każdego dnia odmawiany jest cały różaniec. Żywy Różaniec to wspólnota osób, które w duchu odpowiedzialności za Kościół i świat i w wielkiej prostocie otaczają modlitewną opieką tych, którzy najbardziej jej potrzebują.
Misyjne korzenie Żywego Różańca odkrył na nowo abp Fulton J. Sheen (1895-1979), dyrektor Papieskiego Dzieła Rozkrzewiania Wiary w USA. Pragnął, aby każdy chrześcijanin modlił się w intencjach całego Kościoła, dlatego każdy dziesiątek różańca jest w innym kolorze i symbolizuje jeden z kontynentów. 

## Misje Dzisiaj
Organem prasowym Dzieła jest dwumiesięcznik Misje Dzisiaj.